# Alwin H. Küchler
Alwin H. Küchler, englischsprachig auch Alwin Kuchler (* 1965 in Düsseldorf) ist ein deutscher Kameramann.

## Karriere
Alwin H. Küchler begann seine Karriere als Assistent eines Modefotografen.
Nachdem er seinen Freund Jakob Claussen bei den Dreharbeiten für ein Studienprojekt unterstützte, erwachte sein Interesse an der Kameraarbeit. Im Anschluss studierte er von 1990 bis 1994 an der National Film and Television School (NFTS) Kamerawesen. Während des Studiums lernte er Lynne Ramsay kennen, für die er einige Kurzfilme und 1999 mit dem Drama Ratcatcher auch seinen ersten Langspielfilm als Kameramann drehte.
Für seine beiden Kameraarbeiten an Morvern Callar und Code 46 wurde er 2002 und 2004 als Bester Kameramann jeweils für einen Europäischen Filmpreis nominiert.

## Privatleben
Küchler ist seit 1998 mit der Regisseurin Ngozi Onwurah verheiratet, die er während seines Studiums an der NFTS kennengelernt hatte. Das Paar hat eine Tochter.

## Filmografie (Auswahl)
- 1999: Ratcatcher
- 1999: Ein Tag im September (One Day in September, Dokumentarfilm)
- 2000: Das Reich und die Herrlichkeit (The Claim)
- 2001: Lucky Break – Rein oder raus (Lucky Break)
- 2002: Morvern Callar
- 2003: Code 46
- 2003: Die Mutter – The Mother (The Mother)
- 2003: Doppelspitze (The Deal, Fernsehfilm)
- 2005: Der Beweis – Liebe zwischen Genie und Wahnsinn (Proof)
- 2007: Sunshine
- 2009: Solitary Man
- 2010: Morning Glory
- 2011: Wer ist Hanna? (Hanna)
- 2012: Marley (Dokumentarfilm)
- 2013: R.I.P.D.
- 2014: Die Bestimmung – Divergent (Divergent)
- 2015: Steve Jobs
- 2016: Nick Cave & The Bad Seeds (One More Time with Feeling, Dokumentarfilm)
- 2021: Der Mauretanier (The Mauritanian)
- 2023: Tetris
- 2023: Das Erwachen der Jägerin (The Marsh King’s Daughter)
- 2024: The Regime (Miniserie)

## Auszeichnung (Auswahl)
Europäischer Filmpreis
- 2002: Nominierung für die Beste Kamera für Morvern Callar
- 2004: Nominierung für die Beste Kamera für Code 46

British Independent Film Award
- 1999: Nominierung als Bester Newcomer für Ratcatcher
- 2002: Auszeichnung für Beste Technik für Morvern Callar